# Argyreia reticulata
Argyreia reticulata är en vindeväxtart som först beskrevs av David Prain, och fick sitt nu gällande namn av Hoogl. Argyreia reticulata ingår i släktet Argyreia och familjen vindeväxter. Utöver nominatformen finns också underarten A. r. microcalyx.